# From Hell
From Hell är en engelsk serie av Alan Moore och Eddie Campbell, baserad på de mord som tillskrivs Jack Uppskäraren. Den publicerades ursprungligen i delar mellan 1989 och 1996 och har sedan 1999 utgivits i samlad utgåva.
From Hell utspelar sig i områdena kring Whitechapel i London, England under senare delen av 1800-talet. Serien behandlar händelserna kring Jack Uppskärarens seriemord 1888 och intresserar sig för mördarens person och bakomliggande motiv. From Hell är en blandning av fiktion och verkliga händelser och bygger till stora delar på Stephen Knights teorier om att Jack Uppskäraren var läkaren William Gull. Dessa teorier som populariserades under 1900-talet har motbevisats flera gånger. Teorierna bygger på att mordoffren, fem prostituerade kvinnor i East End, försökte utpressa Storbritanniens kungligheter då det uppdagats att Prins Albert Victor fått ett utomäktenskapligt kungligt barn med Annie Crook, även hon en kvinna från East End med kopplingar till de senare mordoffren. Gull skickades därför ut på uppdrag av drottning Victoria för att göra sig av med kvinnorna.
Serien bygger på ett omfattande källmaterial bestående av många standardverk inom "Ripperology" samt historiska källor och utredningsmaterial från det sena 1800-talet. De 10 kapitlen kommenteras i den samlade utgåvan av Alan Moore själv som sida för sida beskriver vad som är baserat på verklighet och vad som är fiktion.
2001 filmatiserades serien av bröderna Allen och Albert Hughes. Huvudrollerna spelades av Johnny Depp och Heather Graham – se From Hell (film).